# Marelli Motori
Marelli Motori è un'azienda elettromeccanica italiana specializzata nella progettazione e produzione di macchine elettriche rotanti (motori e generatori) e Sistemi di Regolazione Analogica/Digitale.
La sede principale e l'ingegnerizzazione dei prodotti hanno sede nello stabilimento di Arzignano a Vicenza. Dal 2014 è stato aperto un nuovo stabilimento produttivo in Malesia a Shah Alam.
L'azienda venne fondata da Ercole Marelli nel 1891.